# Santa Baby 2
Santa Baby 2 (Brasil: A Filha do Papai Noel ) é um filme para a televisão de Natal de 2009 e a sequência de Santa Baby. Ele estreou na ABC Family em 13 de dezembro de 2009, em seu bloco de programação 25 Days of Christmas. Jenny McCarthy, Lynne Griffin, Jessica Parker Kennedy, Richard Side, e Gabe Khouth reprisam seus papéis a partir do original.

## Sinopse
Papai está no meio de uma tarde crise de vida, ele está cansado das responsabilidades do trabalho e está pronto para passar as rédeas para sua filha de espírito empresarial Mary, que se sente dividida entre os negócios da família e executando sua própria empresa de apostas altas em Nova Iorque, juntamente com o equilíbrio de um relacionamento com o amor de sua vida, Luke. A situação fica cada vez mais terrível quando Teri, uma nova chegada ambiciosa para o Pólo Norte, semeia discórdia na oficina, em um esforço para assumir o Natal. No entanto, é revelado que Teri é uma elfo, amarga com Maru e estava tentando assumir o Natal. Mary, porém, consegue detê-la e cuidar das rodadas anuais em todo o mundo.

## Elenco
- Jenny McCarthy como Mary Class/Claus
- Dean McDermott como Luke Jessup
- Paul Sorvino como Santa Claus
- Lynne Griffin como Sra. Claus
- Kelly Stables como Teri
- Jessica Parker Kennedy como Lucy o Elfo
- Richard Side como Gary o Elfo
- Gabe Khouth como Skip o Elfo
- James Higuchi como Dave o Elfo
- Kristen Holden-Ried como Colin
- Miguelito Macario Andaluz como Sandy
- Holly Ann Emerson como Jovem Woman
- Brendan Hunter como Locutor do Clube de Jazz
- Leah MacDonald como Gift Wrapper

## Estreia
Santa Baby 2: Christmas Maybe estreou em 13 de dezembro de 2009 como parte do anual bloco de programação 25 Days of Christmas da ABC Family. O filme recebeu 3.8 milhões de espectadores em sua transmissão original com uma classificação de 1.2 18–49.

## Trilha sonora
Alexa Vega cantou a faixa principal do filme, "Christmas Is The Time To Say I Love You" e lançou um videoclipe para a canção que estreou durante os 25 Days of Christmas. Amber Stevens gravou uma nova versão da canção-título, "Santa Baby".As músicas são destaque no álbum de compilação Songs to Celebrate 25 Days of Christmas, lançado em 3 de novembro de 2009 pela Walt Disney Records.

## Home media
Santa Baby 2 foi lançado em DVD em 12 de outubro de 2010.